# Cameraria virgulata
Cameraria virgulata là một loài bướm đêm thuộc họ Gracillariidae. Nó được tìm thấy ở Ấn Độ (West Bengal, Karnataka), the quần đảo Ryukyu và Nepal.
Sải cánh dài 5.1-6.1 mm.
Ấu trùng ăn Butea species (bao gồm Butea monosperma), Desmodium species, Pongamia pinnata và Pueraria montana. Chúng ăn lá nơi chúng làm tổ.Tổ có dạng đốm nằm ở mặt trên của lá.